# Dorfkirche Zeuden

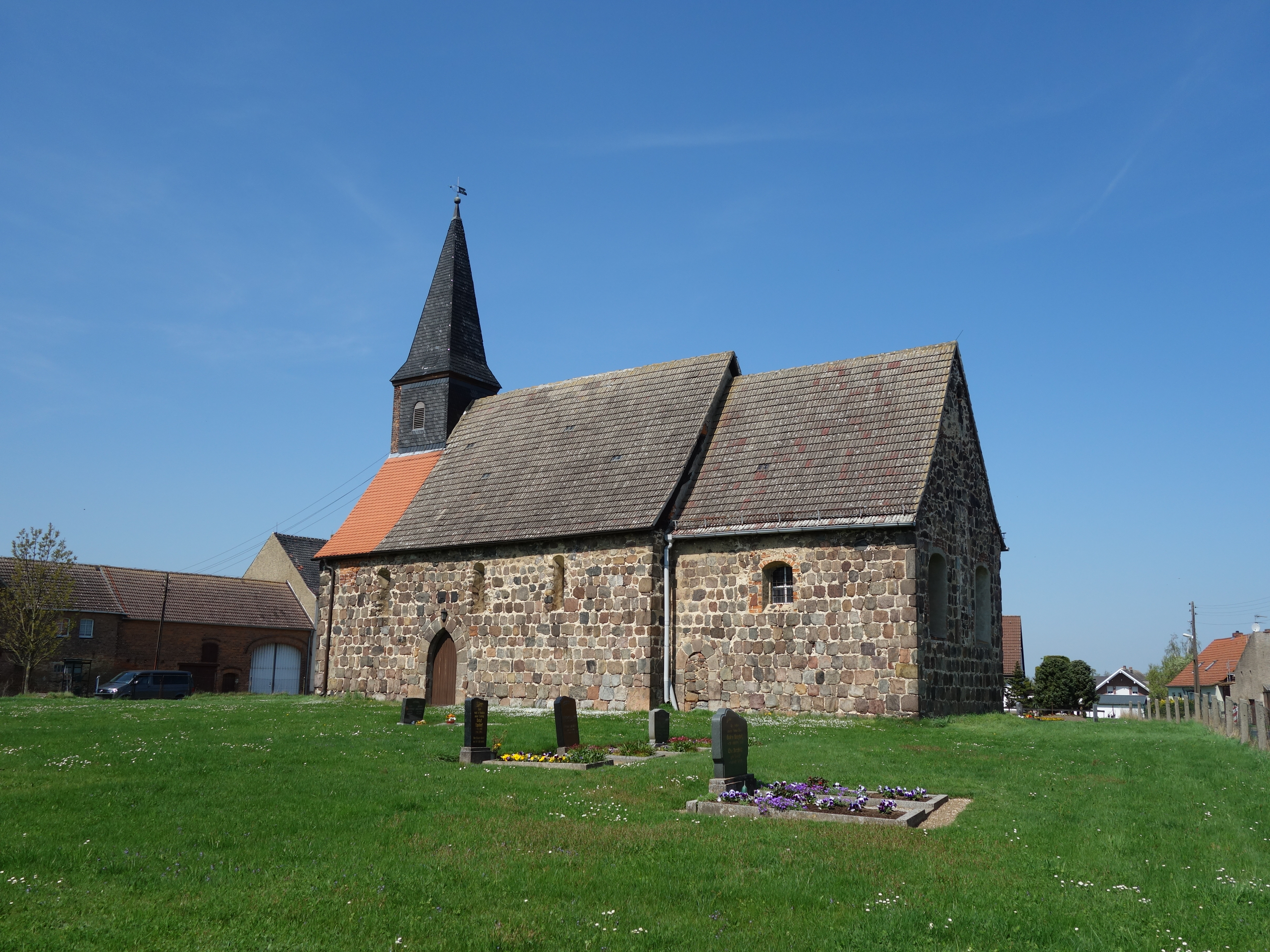
Dorfkirche Zeuden

Die evangelische Dorfkirche Zeuden ist eine Feldsteinkirche aus der Mitte des 13. Jahrhunderts in Zeuden, einem Gemeindeteil der Stadt Treuenbrietzen im Landkreis Potsdam-Mittelmark in Brandenburg. Die Kirchengemeinde gehört zum Kirchenkreis Mittelmark-Brandenburg der Evangelischen Kirche Berlin-Brandenburg-schlesische Oberlausitz.

## Lage
Die Landstraße 82 führt als Zeudener Dorfstraße von Nordnordwesten kommend in südsüdöstlicher Richtung durch den Ort. Sie spannt einen historischen Dorfanger mit einem südlich gelegenen Dorfteich auf. Nördlich steht die Kirche auf einem Grundstück, das nicht eingefriedet ist.

## Geschichte
Die Kirche entstand in der Mitte des 13. Jahrhunderts und damit noch vor der ersten urkundlichen Erwähnung des Ortes Czu Czuden im Jahr 1383. Zwei Jahre später war sie nachweislich Mutterkirche, ebenso um 1450, 1530, 1555, 1575, 1817, 1900 und 1970. Die Superintendentur lag vor 1541 bis 1910 bei der Superintendentur Belzig. Um 1340 und seit 1530 war ihr die Dorfkirche Pflügkuff als Tochterkirche zugeordnet und seit 1530 auch die Dorfkirche Lobbese. Das Kirchenpatronat lag bis 1385 beim Herzog von Sachsen-Wittenberg und ging im genannten Jahr bis 1507 an das Allerheiligenstift zu Wittenberg. Von dort wechselte es an die Universität Wittenberg, die es bis 1817 hielt.
Der Pfarrer besaß im Jahr 1530 zwei Pfarrhufen (ebenso 1575 und 1822). Außerdem erhielt er von zwei Hufen Einkünfte in Höhe von 16 Scheffel Korn und 16 Scheffel Hafer. Hinzu kamen 120 Scheffel Roggen, 60 Scheffel Gerste und 26 Scheffel Hafer als Zehnten, wobei hier die Einkünfte aus Pflügkuff bereits mit einbezogen sind. Er konnte seinen Besitz auf fünf Hufen im Jahr 1575 ausbauen. Zwei Hufen in Zeuden bewirtschaftete er selbst, während er zwei Hufen in Lobbese und Pflügkuff verpachtete. Der Küster bekam 20 Scheffel Korn und 13 Brote. Im Jahr 1591 besaß der Pfarrer außerdem fünf Morgen (Mg) Wiese; die Kirche „eine Breite Land“, auf der ein Scheffel Korn erzielt wurde. Hinzu kamen Hebungen von drei Kossätenhöfen.
Im 17./18. Jahrhundert wurden einige Fenster barock vergrößert. Die Lanzettfenster auf der Südseite des Kirchenschiffs blieben dabei unverändert. Hinzu kamen im 19. Jahrhundert ein Westportal mit einem neuen Giebel sowie ein verschieferter Dachreiter. Das Kirchenpatronat liegt seit 1817 beim Evangelischen Predigerseminar Wittenberg. Eine grundlegende Sanierung erfolgte im Jahr 1967. Eine umfangreiche Dachsanierung musste im Jahr 2019 vorgenommen werden. Dabei wurden auch die mittlerweile marode Balkenkonstruktion des Dachstuhls und die Decke über dem Schiff ersetzt. Bei diesen Bauarbeiten löste sich Farbe von der Wand des Innenraums und legte Reste alter Wandmalereien frei. Experten konnten drei historische Raumfassungen feststellen, darunter eine hellgrüne Raumfassung aus dem 19. Jahrhundert. Deutlich älter ist eine monochrome Fassung im Chor, die aus gotischer Zeit stammt. Diese rote Farbfassung mit Weihekreuzen wurde nun gemeinsam mit im Kirchenschiff sichergestellten Quadermalereien aus dem 17. Jahrhundert im Jahr 2022 für rund 58.000 Euro rekonstruiert. Danach sollen an der Nordwand einige zurzeit ausgelagerte, mittelalterliche Schnitzfiguren wieder ihren Platz finden.

## Baubeschreibung

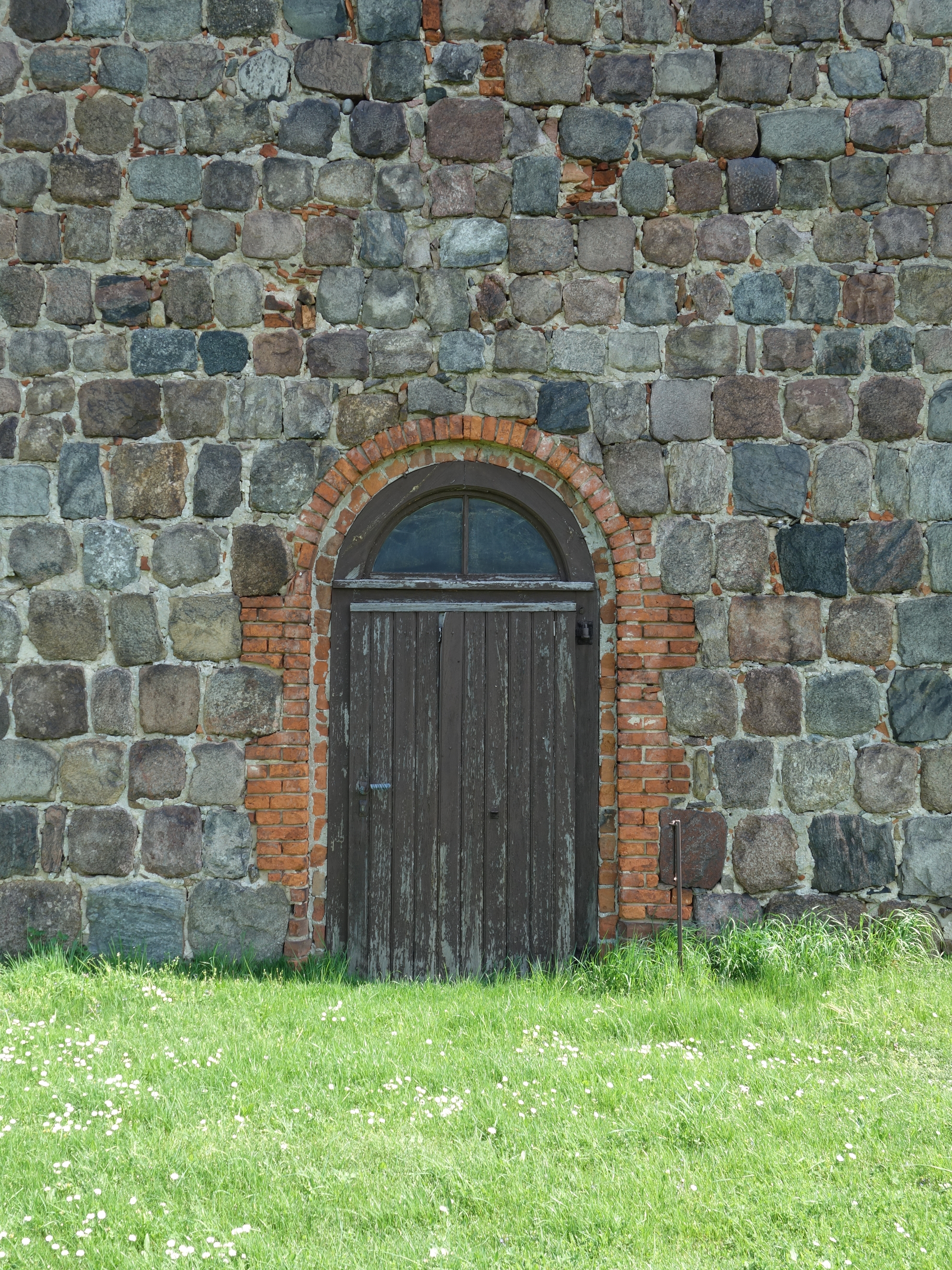
Westportal

Das Bauwerk entstand im Wesentlichen aus Feldsteinen, die gequadert und vergleichsweise sorgfältig geschichtet wurden. Der Chor hat einen rechteckigen Grundriss und ist leicht eingezogen. An der Ostseite sind zwei barock vergrößerte, gedrückt-segmentbogenförmige Fenster, die eine ursprüngliche Dreifenstergruppe ersetzen. Im Giebel ist eine kleine Öffnung. An der Nordseite befindet sich in Richtung Kirchenschiff ein kleines, hochgesetztes Fenster. An der Südseite ist ebenfalls ein gleichartiges Fenster; dieses befindet sich jedoch annähernd mittig im Chor. Links unterhalb ist eine zugesetzte Priesterpforte.
Das Kirchenschiff hat einen rechteckigen Grundriss. An der Nordseite befinden sich zwei große Barockfenster. An der Südseite sind die drei ursprünglichen Lanzettfenster erhalten geblieben. Der Förderkreis Alte Kirchen Berlin-Brandenburg hält dies für „fast einmalig im Fläming“. Zwischen dem mittleren und dem westlich gelegenen Fenster ist eine spitzbogenförmige Pforte. Chor und Schiff tragen ein schlichtes Satteldach.
Im Westen befindet sich eine rundbogenförmige Öffnung, in die eine schlichte Pforte eingearbeitet wurde. Oberhalb des Westteils erhebt sich der verschieferte Dachreiter. Er hat an den drei zugänglichen Seiten je eine schlichte Klangarkade. Oberhalb erhebt sich der achtfach geknickte verschieferte Dachreiter, der mit Turmkugel und Wetterfahne abschließt.

## Ausstattung
Die barocke Kirchenausstattung stammt fast einheitlich aus der Mitte des 17. Jahrhunderts. Das Altarretabel ist mit Akanthus umrahmt und zeigt im Altarblatt das Abendmahl Jesu. Die leicht erhöhte Kanzel mit Ecksäulchen ist ebenfalls schlicht gestaltet und steht an der Nordwand des Chors. Ihr gegenüber ist eine kleine Empore, die möglicherweise für die Patronatsfamilie vorgesehen war. Die pokalförmige Fünte ist aus Sandstein; ebenso ein Epitaph des 1750 verstorbenen Johann Gottfried Clanner. Ein Wandbild aus der Zeit um 1700 zeigt eine Szene auf dem Ölberg und stammt ursprünglich vom Altar der Dorfkirche Garrey. Eine weitere Fassung befindet sich in Pflügkuff. Zur Ausstattung gehören auch sechs Heiligenfiguren von einem Altar aus der Zeit um 1400, die zurzeit auf Grund der Bauarbeiten ausgelagert sind. Auf der barocken, westlichen Empore aus dem 19. Jahrhundert steht eine Sauer-Orgel aus dem Jahr 1906. Im Turm hängt eine mittelalterliche Glocke. Das Bauwerk ist im Innern flach gedeckt.